# Ifraim Alija
Ifraim Alija (Serbo-Croat: Ifrajim Alija) (sinh ngày 30 tháng 8 năm 1985 ở Nam Tư) là một cầu thủ bóng đá thi đấu cho FC Gossau.
Anh chỉ đá một trận duy nhất ở Super League 2003–04.